# Paul Cernat
Paul Cernat (Bucarest, 5 août 1972) est un essayiste et critique littéraire roumain. 
Entre 1986 et 1990 il fut élève du Collège National Saint-Sava.
Détenteur d’un doctorat (obtenu summa cum laude) en philologie, Paul Cernat est depuis 2009 membre de l’Union des écrivains de Roumanie et enseigne la littérature roumaine à l’université de Bucarest depuis 2013.
Il y a dispensé, entre autres, un cours sur la période de l'entre-deux-guerres intitulé Polemici critice interbelice: Eugen Lovinescu, Garabet Ibrăileanu, George Călinescu (Polémiques critiques de l'entre-deux-guerres: Eugen Lovinescu, Garabet Ibrăileanu, George Călinescu).

## Publications
Paul Cernat est l’auteur, seul ou en collaboration, d’un grand nombre d’ouvrages et d’articles de revue.

### Publications de Paul Cernat seul
- Avangarda românească și complexul periferiei [L'avant-garde roumaine et le complexe de la périphérie], Cartea Românească, 2007[3]
- Contimporanul: istoria unei reviste de avangardă[4] [Contimporanul : histoire d'une revue d'avant-garde] éd. Fundației Culturale Române, 2007[5]
- Modernismul retro în romanul interbelic românesc [Le modernisme rétro dans le roman roumain de l'entre-deux-guerres], éd. Art, 2009
- Un port de la răsărit [Un port du levant], préface au roman Europolis de Jean Bart[6], Bucarest, 2010
- Existențialismul românesc interbelic, Editura Muzeului Literaturii Române, 2013.

### Publications en collaboration
- En collaboration avec Ion Manolescu, Angelo Mitchievici et Ioan Stanomir :
  - În căutarea comunismului pierdut [À la recherche du communisme perdu]  (éd. Paralela 45, 2001)  (ISBN 973-593-490-6)
  - O lume disparută. Patru istorii personale urmate de un dialog cu H-R. Patapievici [Un monde disparu. Quatre histoires personnelles suivies d'un dialogue avec H-R. Patapievici] (éd. Polirom, 2004)
  - Explorări în comunismul românesc[7] [Explorations en communisme roumain ], vol.I (éd. Polirom, 2004)  (ISBN 973-681-817-9)
  - Explorări în comunismul românesc [Explorations en communisme roumain ], vol.II (éd. Polirom, 2005)  (ISBN 973-46-0102-4)
  - Explorări în comunismul românesc [Explorations en communisme roumain ], vol.III (éd. Polirom, 2008), sans Ion Manolescu
- Războiul fluturilor [La guerre des papillons], roman fantasy de Paul Cernat et Andrei Ungureanu (éd. Polirom, 2005)  (ISBN 973-46-0047-8)
- En collaboration avec Cosmin Manolache, Călin Torsan, Sorin Stoica, Ciprian Voicilă :
  - Povestiri mici și mijlocii [Contes petits et moyens], auteur de la préface,  (ISBN 978-973-669-313-7).
- En collaboration avec Antoaneta Ralian, traductrice :
  - Ragtime de E. L. Doctorow, préface, Bucarest, 2007
- En collaboration avec alii, sous la coordination de Liviu Papadima,
  - Cărți de bucate, enciclopedii, mâzgăleli [Livres de cuisine, encyclopédies, gribouillages], in Care-i faza cu cititul? [Qu'est-ce tu lis ?], éd. Arthur, 2010, p. 17-21
- En collaboration avec Florin Poenaru et Costi Rogozanu:
  - L’Époque Traian Băsescu, Tact, 2014
- En collaboration avec Alexandru Matei :
  - 25 de ani după, alternative și provocări [25 ans après, alternatives et provocations], avec une préface d'Ovidiu Șimonca de l'Observator cultural, 2015,  (ISBN 978-606-742-095-1).